# Castelul Brukenthal din Avrig
Castelul Brukenthal din Avrig este un ansamblu de monumente istorice aflat pe teritoriul orașului Avrig, operă a arhitectului Johann Eberhard Blaumann. În Repertoriul Arheologic Național, monumentul apare cu codul 144063.01.
Ansamblul este format din următoarele monumente:
- Castelul Brukenthal (cod LMI SB-II-m-A-12319.01)
- Oranjerie (cod LMI SB-II-m-A-12319.02)
- Parc (cod LMI SB-II-m-A-12319.03)

## Galerie

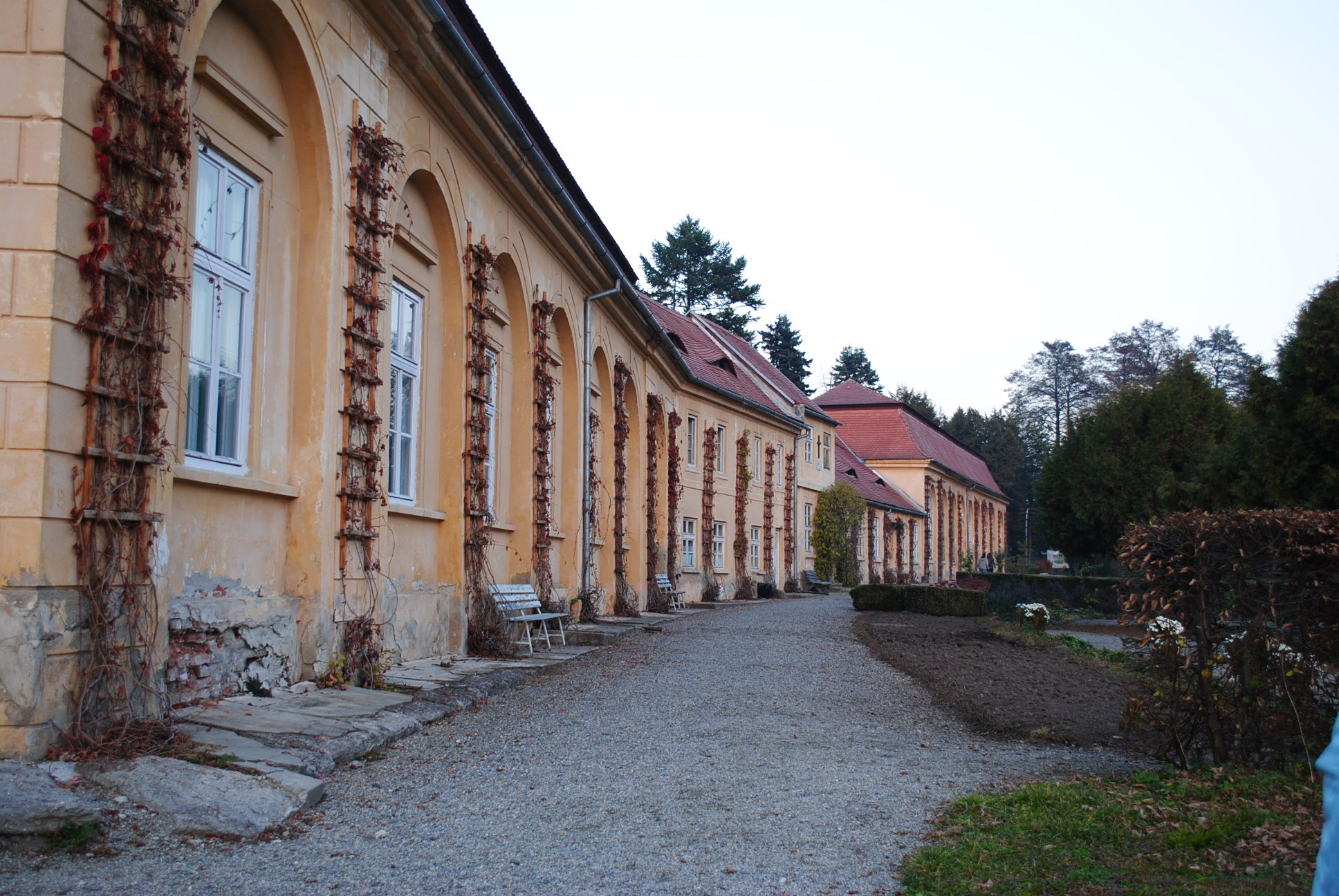
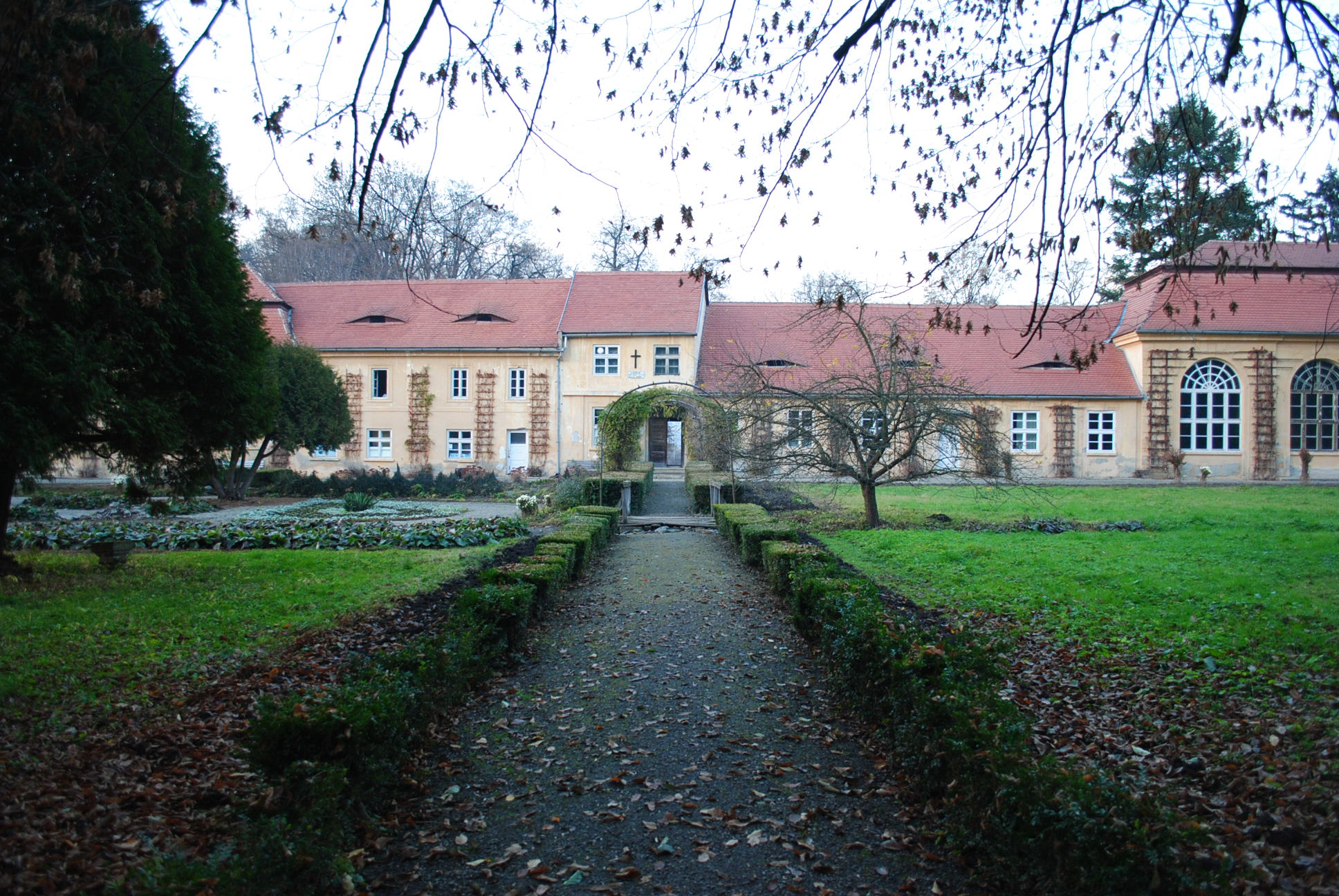
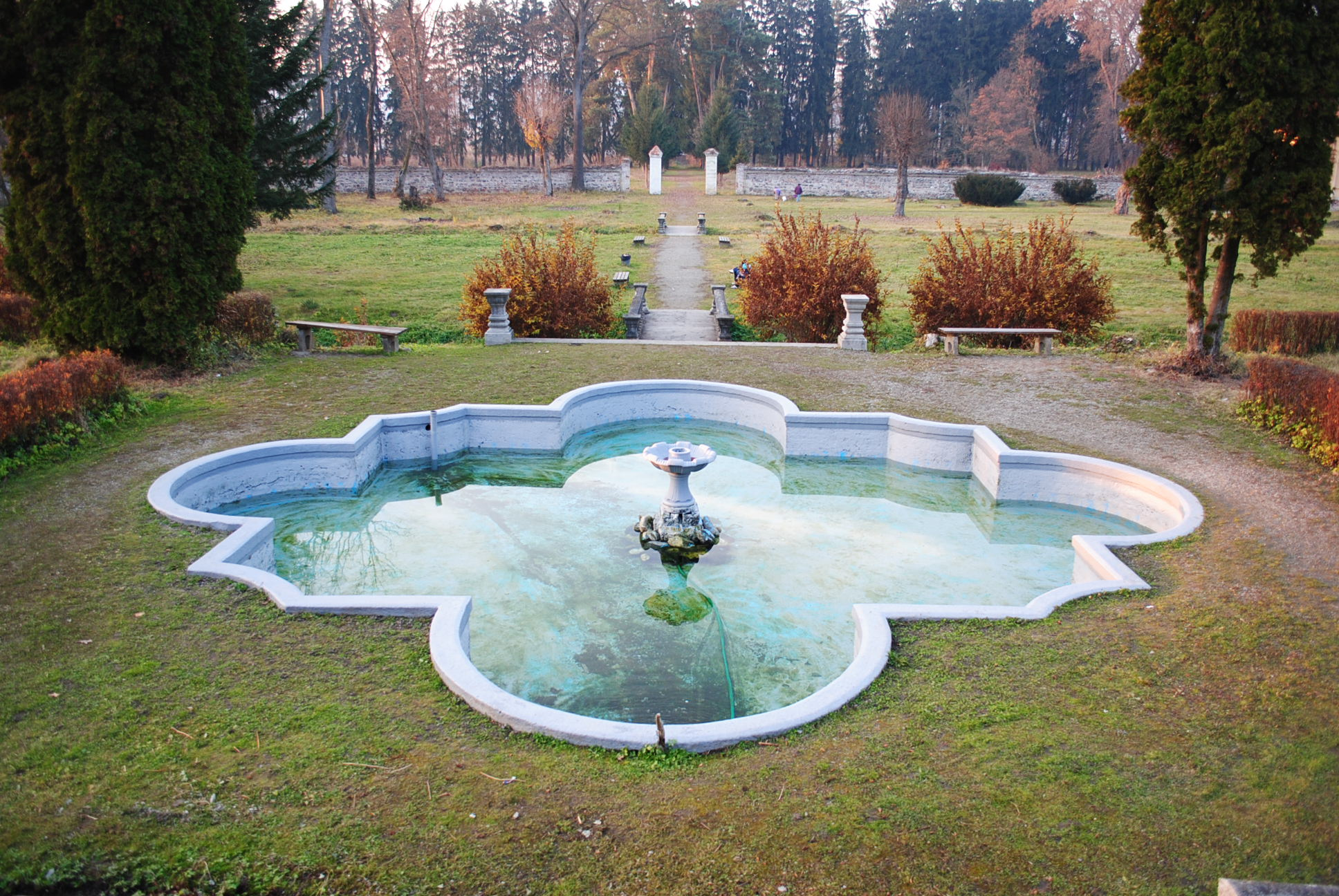
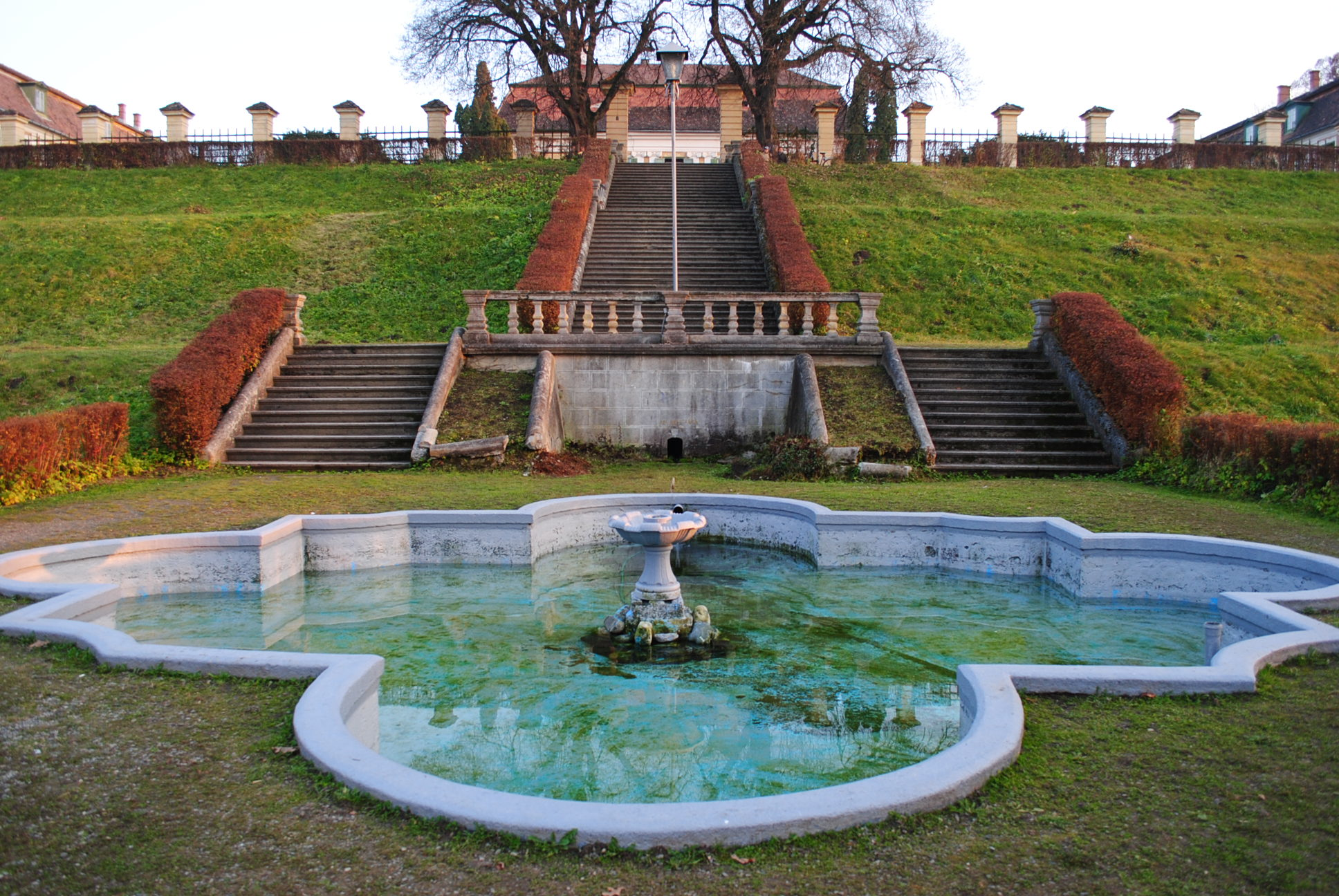
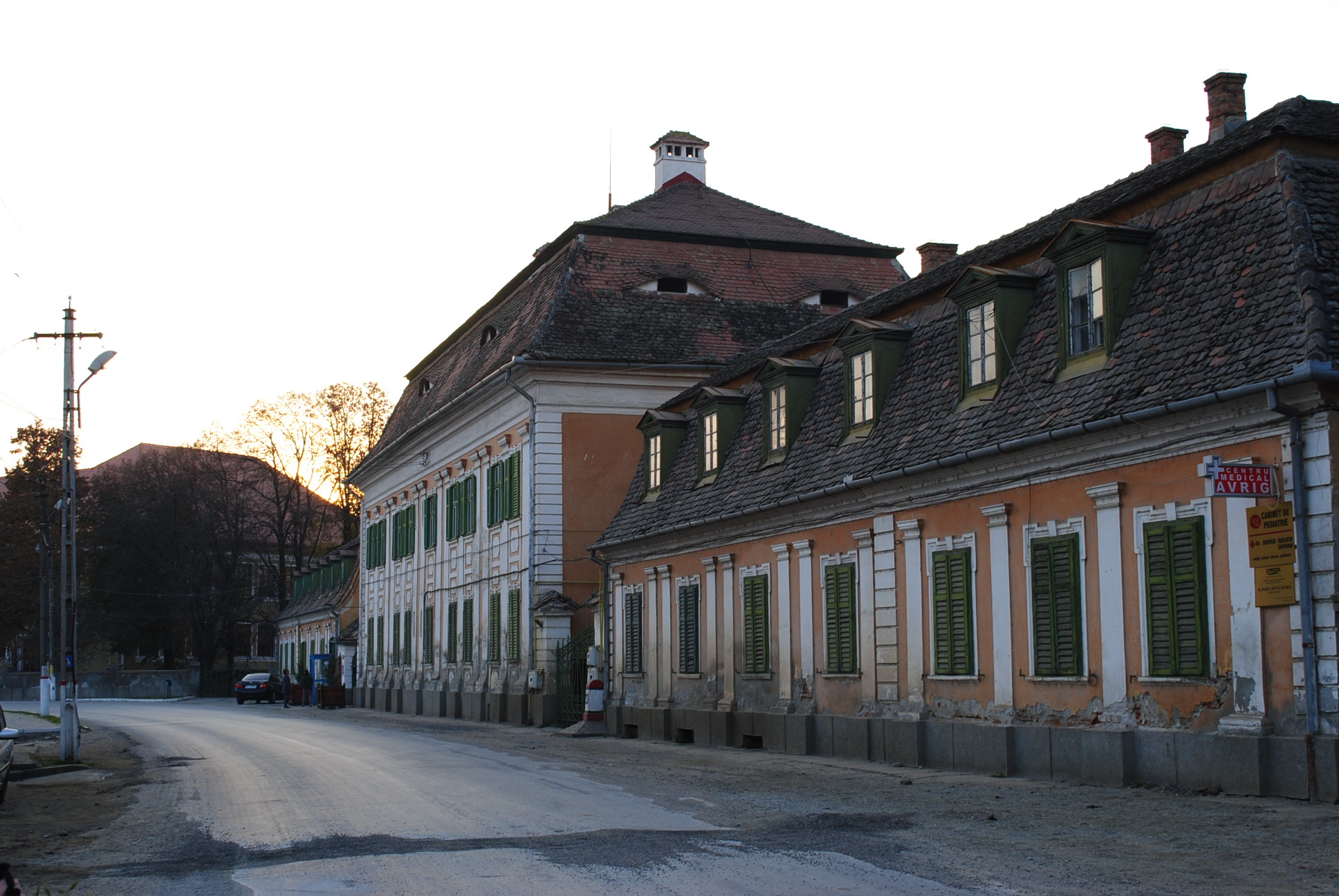
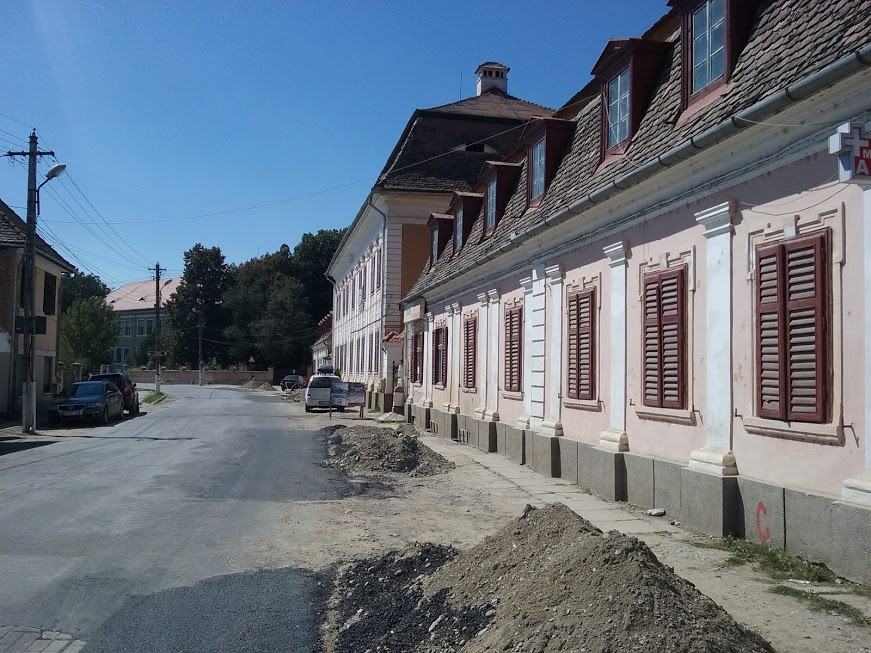